# Mach 3
Pour les articles homonymes, voir Mach.
Mach 3 est un jeu vidéo sorti en 1987, de type shoot em up futuriste, développé et édité par Loriciel, entreprise française de jeux vidéo.

## Plates-formes
Il sort tout d'abord sur Atari ST, Thomson MO/TO, Amstrad CPC, ce qui fait que les plateformes supportant le jeu sont nombreuses pour l'époque, dès sa sortie. Des sorties complémentaires se font en 1988 sur Amiga, et en 1989 sur ZX Spectrum et MSX.

## Divers
- Billy Ze Kick et les Gamins en Folie utilise un sample du jeu dans la chanson Virtuelapolis de leur premier album, sorti en 1992.